# Ryan Choi
Chun Yin "Ryan" Choi (chiń. trad. 俊彥 蔡; ur. 9 października 1997 w Hongkongu) – hongkoński florecista, brązowy medalista mistrzostw świata. 
Podczas mistrzostw świata w Mediolanie w 2023 roku reprezentanci Hongkongu w składzie: Cheung Ka Long, Ryan Choi, Leung Chin Yu i Yeung Chi Ka zdobyli drużynowo brązowy medal. W rywalizacji indywidualnej zajął tam szesnaste miejsce.
Wystartował na igrzyskach olimpijskich w Tokio, gdzie drużynowo był siódmy, a indywidualnie jedenasty.
Wywalczył srebrny medal drużynowo na igrzyskach azjatyckich w Dżakarcie w 2018 roku oraz brązowe medale indywidualnie i drużynowo na igrzyskach azjatyckich w Hangzhou (2022).